# LessWrong
LessWrong（レスロング）は、認知バイアス・哲学・心理学・経済学・理性主義・人工知能などのトピックに焦点を当てたコミュニティブログ・フォーラムサイトである。

## 目的
LessWrongは、合理性の向上と自己改善につながるとコミュニティメンバーによって信じられているライフスタイルを奨励している。サイト内の投稿は、意思決定やエビデンスの評価に関連するバイアスの回避方法に焦点が当てられていることが多く、意思決定ツールとしてベイズの定理を利用することが提案されている。また、心理学者のダニエル・カーネマンが研究してきた恐怖条件付けや認知バイアスなど、よい意思決定を妨げる心理的障壁にも焦点が当てられている。
また、トランスヒューマニズム・地球壊滅リスク・技術的特異点も関心の対象となっている。ニューヨーク・オブザーバー紙は、次のように指摘している。「『人間的合理性の術』に関するフォーラムと自称しているにもかかわらず、ニューヨークのLessWrongコミュニティは、（中略）大学院のセミナーよりも3Dの複合映画館で見られるような未来学の一分野にこだわっている。すなわち、悲惨な地球壊滅リスク、あるいは運がよい場合に訪れるとされる技術的特異点という理想郷の約束である。（中略）LessWrongのメンバーが行ったように、自らを『理性主義者』としてブランディングすることで、彼らを『終末論カルト』として退けることは非常に困難になる」。

## 歴史

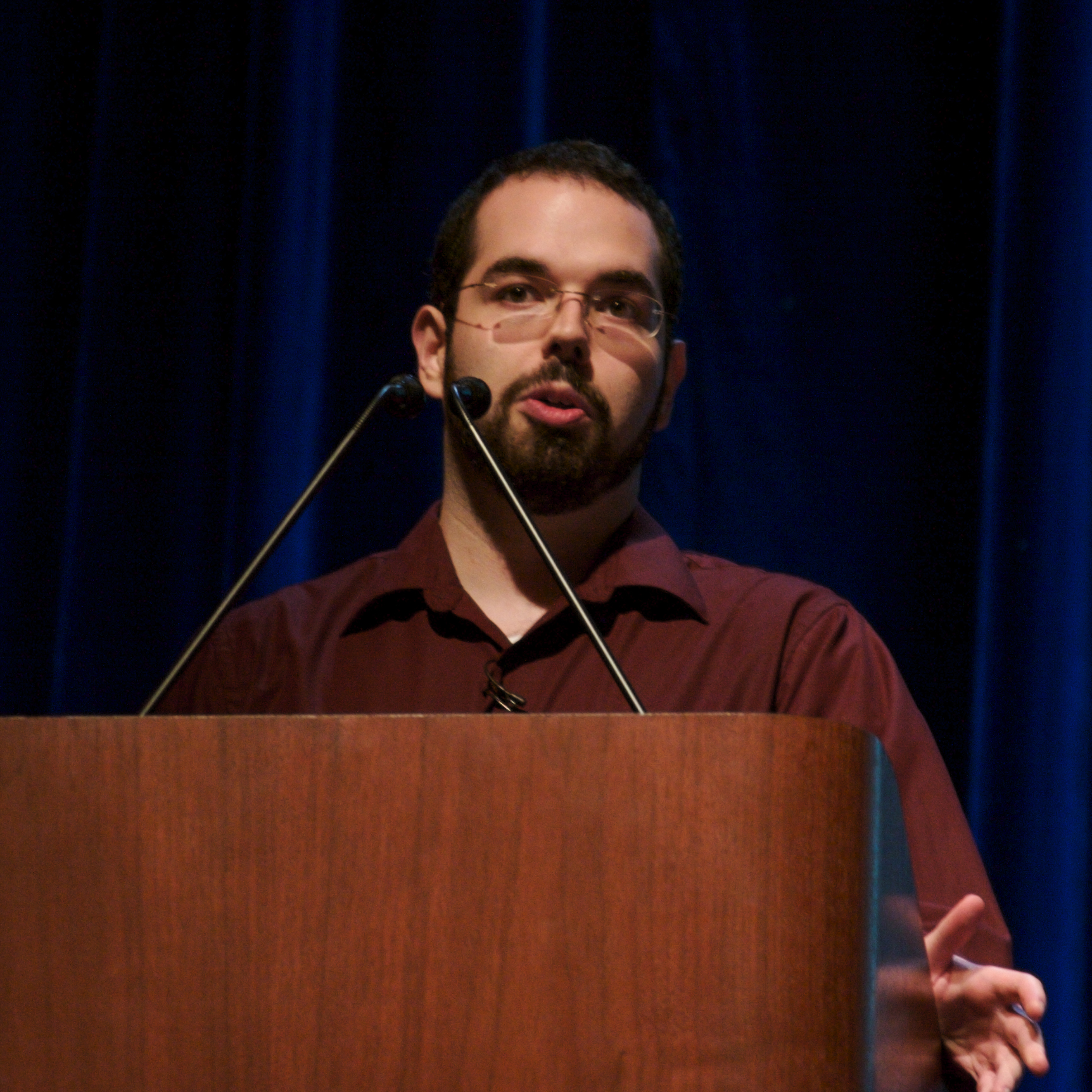
LessWrong設立者のエリーザー・ユドコウスキー（2006年撮影）

LessWrongは、2006年11月に人工知能研究者のエリーザー・ユドコウスキーと経済学者のロビン・ハンソンらが中心となって設立した、人間の合理性に焦点を当てたブログサイト『Overcoming Bias』を発展させたものである。2009年2月、ユドコウスキーの投稿を基にLessWrongが設立され、Overcoming Biasはハンソンの個人ブログとなった。2013年には、理性主義者コミュニティの大部分がスコット・アレクサンダーのSlate Star Codexに移住した。
LessWrongとその周辺の動きは、バズフィードの科学ジャーナリストとして働いていたトム・チヴァース（英: Tom Chivers）の著書『The AI Does Not Hate You』（2019年）の主題となった。

### ロコのバジリスク
2010年7月、Rokoという名前のユーザーが、「さもなければ善良な未来の人工超知能は、そのAIの開発に直接貢献しなかった人々を拷問し、自らの誕生を確実なものとするために人々を強制するのではないか」という思考実験を投稿した。彼は、ユドコウスキーが考案した「時間超越決定理論」（英: timeless decision theory）を用い、現在の人間に因果的な影響を及ぼすことはできないが、このAIにとっては有益であると主張した。この思考実験は、のちに「ロコのバジリスク」と呼ばれるようになった。Rokoは、このアイデアについて認識した時点で、このAIの開発に貢献可能な人間とみなされ、もし貢献しなかった場合は、このAIによる将来的な拷問の対象になるとした。ユドコウスキーは、認識することすら危険な情報を発信するという行為自体が有害であり、この思考実験を投稿することは「愚か」であるとし、「このアイデアには致命的な欠陥があるものの、情報災害とみなされうる『真に危険な考え』を含む可能性のある思考空間を表している」と述べ、この話題に関するRokoの投稿を削除した。ロコのバジリスクに関する議論は、「神経衰弱を起こす読者がいる」という理由で、2015年10月に解除されるまで禁止された。
デイビット・アウエルバッハは、Slateへの寄稿の中で次のように述べている。「イデオロギーに関係なく、救世主的野心、自己の無謬性の確信、そして多額の現金の組み合わせは、決してうまくいかないものだ。私はユドコウスキーとその仲間たちが例外になるとは思わない。私はロコのバジリスクよりも従来の倫理規範を超越した存在であると自負している人々の方を心配している」。
ロコのバジリスクは、カナダのミュージシャン・グライムスが2015年にリリースした楽曲『Flesh Without Blood』のミュージックビデオにおいて、「ロココ・バジリスク」（英: Rococo Basilisk）というキャラクターを通じて言及され、「人工知能に永遠に拷問される運命にあるが、彼女はマリー・アントワネットのようでもある」と表現された。グライムスが自身よりも先にこのダジャレを思いついていたことを知ったイーロン・マスクは、彼女と連絡を取り、交際に発展した。この思考実験は、ドラマ『シリコンバレー』のエピソード『顔認識』（英: Facial Recognition）でも言及された。
ロコのバジリスクは、現代版のパスカルの賭けであると評されている。

## 新反動主義
優生学と進化心理学に関する議論が行われていたことから、新反動主義運動（暗黒啓蒙）はLessWrongで最初に広まった。しかし、ユドコウスキーは新反動主義を強く否定している。2016年にLessWrongユーザーを対象に行われた調査では、3060名の回答者のうち、0.92%にあたる28名が新反動主義者であると回答した。

## 効果的利他主義
LessWrongは、効果的利他主義（英: effective altruism、EA）運動の発展において重要な役割を果たしており、両者のコミュニティは密接に関連している:227。2016年にLessWrongユーザーを対象に行われた調査では、3060名の回答者のうち、21.7%にあたる664名が効果的利他主義者であると回答している。2014年に効果的利他主義者を対象に行われた調査では、回答者の31%がLessWrongを通じて初めて効果的利他主義を知ったことが明らかになった。しかし、2020年には8.2%に減少した。効果的利他主義の初期の提唱者であるトビー・オードとウィリアム・マカスキルは、オックスフォード大学でトランスヒューマニストのニック・ボストロムと出会った。ボストロムの研究は、多くの効果的利他主義者に影響を与え、地球壊滅リスクの低減に取り組ませることにつながった。